# بيس تيمون
بيس تيمون (بالإنجليزية: Piz Timun)‏ هو أحد جبال سلسلة جبال الألب أوبيرهالبشتين ويقع في كانتون غراوبوندن في سويسرا. يحتل المرتبة رقم 132 في قائمة جبال سويسرا من حيث الارتفاع، إذ يبلغ ارتفاعه حوالي 3209 متر، بينما يبلغ ارتفاع نتوء الجبل 823 متر، هذا وقد سجل أول وصول لقمة الجبل عام 1884.